# 音声アシスト用無線電話用特定小電力無線局
音声アシスト用無線電話用特定小電力無線局（おんせいアシストようむせんでんわようとくていしょうでんりょくむせんきょく）は、特定小電力無線局の一種である送信機のことである。

## 定義
総務省令電波法施行規則第6条第4項第2号(9)に、
音声アシスト用無線電話（視覚障害者の歩行を援助するための情報を音声によつて伝達する無線電話をいう。）用で使用するものであつて75.2MHzを超え76.0MHz以下の周波数の電波を使用するもの
と定義している。
2012年（平成24年）12月5日現在
促音の表記は原文ママ
総務省告示周波数割当計画では別表9-9に規定している。

## 概要
特定小電力無線局として共通の特徴は、特定小電力無線局#概要を参照。
電波産業会（略称ARIB）が、無線設備規則第49条の14第1号及び関連告示の技術基準を含めて標準規格「ARIB STD-68 特定小電力無線局 音声アシスト用無線電話用無線設備」を策定している。
専用受信機を所持した視覚障害者に、公共施設内や横断歩道などで音声情報を提供することを目的としている。
出荷台数に見るように、全く普及していない。

## 技術基準
| 電波型式 | 周波数  | 空中線電力 |
| -------- | ------- | ---------- |
| F3E      | 75.8MHz | 10mW以下   |

空中線（アンテナ）
- 外部に接続して使用できる。条件は絶対利得－10dB以下であること。但し、等価等方輻射電力が絶対利得－10dBの送信空中線に0.01Wの空中線電力を加えたときの値以下となる場合は、その低下分を送信空中線の利得で補うことができる。

混信防止機能
- 送信時間制限
  - 送信時間が30秒を超えようとすると送信を停止し、1秒以上休止しなければ送信しない。
- キャリアセンス
  - 一定レベル以上の受信信号（絶対利得が－10dBの空中線に誘起する電圧が200μV以上）があると送信を禁止すること。

## 旧技術基準による機器の使用期限
無線設備規則のスプリアス発射等の強度の許容値に関する技術基準の改正により、旧技術基準に基づき認証された適合表示無線設備に使用期限が設定
された。
対象となるのは、
- 「平成17年11月30日」[6]までに認証された適合表示無線設備
- 経過措置として、旧技術基準により「平成19年11月30日」までに認証された適合表示無線設備[7]

である。
この期限は、後にコロナ禍により延期されている。
詳細は特定小電力無線局#旧技術基準による機器の使用期限を参照。

## 災害時用FM放送としての利用
周波数がFM放送帯の直下にあるので簡易なFMラジオなら受信できることを利用し、情報通信研究機構は、2010年（平成22年）に小学校の校区程度をサービスエリアとすることを想定した装置を開発、技術基準適合証明を取得し、到達距離を検証すると発表した。
実験用装置は未来技術研究所が製造し、同年中に技術基準適合証明を取得している。
2012年（平成24年）には、この装置を用いて東日本大震災復興支援のフィールド試験を実施した。

## 沿革
2001年（平成13年）
- 特定小電力無線局の一種として制度化[16][17]
- ARIBが「 STD-68」を制定[3]

2006年（平成18年）- 電波の利用状況調査の中で、770MHz以下の免許不要局の出荷台数を公表

- 以降、三年周期で公表

2012年（平成24年）- 電波の利用状況調査の周波数の境界が770MHzから714MHzに変更

2023年（令和5年）- 電波の利用状況調査で、714MHz以下の免許不要局の出荷台数を公表
- 以降、二年周期で公表[20]

### 出荷台数
| 平成14年度 | 平成15年度 | 平成16年度                                         | 出典                                               |
| ---------- | ---------- | -------------------------------------------------- | -------------------------------------------------- |
| 5          | 0          | 0                                                  | 第2章 電波利用システムごとの調査結果（免許不要局） |
| 平成17年度 | 平成18年度 | 平成19年度                                         | 出典                                               |
| 0          | 0          | 0                                                  | 第2章 電波利用システムごとの調査結果（免許不要局） |
| 平成20年度 | 平成21年度 | 平成22年度                                         | 出典                                               |
| 0          | 0          | 3                                                  | 第2章 電波利用システムごとの調査結果（免許不要局） |
| 平成23年度 | 平成24年度 | 平成25年度                                         | 出典                                               |
| 0          | 0          | 0                                                  | 第2章 電波利用システムごとの調査結果（免許不要局） |
| 平成26年度 | 平成27年度 | 平成28年度                                         | 出典                                               |
| 0          | 0          | 0                                                  | 第2章 電波利用システムごとの調査結果（免許不要局） |
| 平成29年度 | 平成30年度 | 令和元年度                                         | 出典                                               |
| 0          | 0          | 0                                                  | 第2章 電波利用システムごとの調査結果（免許不要局） |
| 令和2年度  | 令和3年度  | 出典                                               | 出典                                               |
| 0          | 0          | 第2章 電波利用システムごとの調査結果（免許不要局） | 第2章 電波利用システムごとの調査結果（免許不要局） |